# Communauté de communes Maine Saosnois
Die Communauté de communes Maine Saosnois ist ein französischer Gemeindeverband mit der Rechtsform einer Communauté de communes in den Départements Sarthe und Orne der Regionen Pays de la Loire bzw. Normandie. Sie wurde am 14. Dezember 2016 gegründet und umfasst aktuell 51 Gemeinden. Der Verwaltungssitz befindet sich im Ort Marolles-les-Braults. Die Besonderheit liegt in der Département- und Regions-übergreifenden Struktur der Gemeinden.

## Historische Entwicklung
Der Gemeindeverband entstand mit Wirkung vom 1. Januar 2017 durch die Fusion der Vorgängerorganisationen
- Communauté de communes du Saosnois,
- Communauté de communes Maine 301, sowie
- Communauté de communes du Pays Marollais.

Mit Wirkung vom 1. Januar 2019 gingen die ehemaligen Gemeinden Marolles-les-Braults und Dissé-sous-Ballon in die Commune nouvelle Marolles-les-Braults auf. Dadurch verringerte sich die Anzahl der Mitgliedsgemeinden auf 51.

## Mitgliedsgemeinden
| Gemeinde                              | Einwohner 1. Januar 2022 | Fläche km² | Dichte Einw./km² | Code INSEE | Postleitzahl | Region           | Département |
| ------------------------------------- | ------------------------ | ---------- | ---------------- | ---------- | ------------ | ---------------- | ----------- |
| Aillières-Beauvoir                    | 199                      | 15,07      | 13               | 72002      | 72600        | Pays de la Loire | Sarthe      |
| Avesnes-en-Saosnois                   | 88                       | 5,68       | 15               | 72018      | 72260        | Pays de la Loire | Sarthe      |
| Beaufay                               | 1.523                    | 23,87      | 64               | 72026      | 72110        | Pays de la Loire | Sarthe      |
| Blèves                                | 129                      | 2,04       | 63               | 72037      | 72600        | Pays de la Loire | Sarthe      |
| Bonnétable                            | 3.721                    | 40,08      | 93               | 72039      | 72110        | Pays de la Loire | Sarthe      |
| Briosne-lès-Sables                    | 537                      | 9,85       | 55               | 72048      | 72110        | Pays de la Loire | Sarthe      |
| Commerveil                            | 138                      | 5,64       | 24               | 72086      | 72600        | Pays de la Loire | Sarthe      |
| Congé-sur-Orne                        | 320                      | 11,24      | 28               | 72088      | 72290        | Pays de la Loire | Sarthe      |
| Contilly                              | 135                      | 12,48      | 11               | 72091      | 72600        | Pays de la Loire | Sarthe      |
| Courcemont                            | 670                      | 19,26      | 35               | 72101      | 72110        | Pays de la Loire | Sarthe      |
| Courcival                             | 83                       | 8,94       | 9                | 72102      | 72110        | Pays de la Loire | Sarthe      |
| Courgains                             | 585                      | 14,66      | 40               | 72104      | 72260        | Pays de la Loire | Sarthe      |
| Dangeul                               | 482                      | 13,64      | 35               | 72112      | 72260        | Pays de la Loire | Sarthe      |
| Jauzé                                 | 80                       | 5,68       | 14               | 72148      | 72110        | Pays de la Loire | Sarthe      |
| Les Aulneaux                          | 107                      | 8,17       | 13               | 72015      | 72600        | Pays de la Loire | Sarthe      |
| Les Mées                              | 105                      | 6,80       | 15               | 72192      | 72260        | Pays de la Loire | Sarthe      |
| Louvigny                              | 175                      | 8,71       | 20               | 72170      | 72600        | Pays de la Loire | Sarthe      |
| Louzes                                | 104                      | 8,24       | 13               | 72171      | 72600        | Pays de la Loire | Sarthe      |
| Lucé-sous-Ballon                      | 105                      | 6,78       | 15               | 72174      | 72290        | Pays de la Loire | Sarthe      |
| Mamers                                | 5.080                    | 5,05       | 1.006            | 72180      | 72600        | Pays de la Loire | Sarthe      |
| Marolles-les-Braults                  | 2.038                    | 24,19      | 84               | 72189      | 72260        | Pays de la Loire | Sarthe      |
| Marollette                            | 159                      | 5,70       | 28               | 72188      | 72600        | Pays de la Loire | Sarthe      |
| Meurcé                                | 272                      | 6,16       | 44               | 72194      | 72170        | Pays de la Loire | Sarthe      |
| Mézières-sur-Ponthouin                | 735                      | 17,88      | 41               | 72196      | 72290        | Pays de la Loire | Sarthe      |
| Moncé-en-Saosnois                     | 234                      | 8,81       | 27               | 72201      | 72260        | Pays de la Loire | Sarthe      |
| Monhoudou                             | 207                      | 7,52       | 28               | 72202      | 72260        | Pays de la Loire | Sarthe      |
| Nauvay                                | 12                       | 2,71       | 4                | 72214      | 72260        | Pays de la Loire | Sarthe      |
| Neufchâtel-en-Saosnois                | 1.023                    | 23,41      | 44               | 72215      | 72600        | Pays de la Loire | Sarthe      |
| Nogent-le-Bernard                     | 876                      | 30,26      | 29               | 72220      | 72110        | Pays de la Loire | Sarthe      |
| Nouans                                | 255                      | 9,96       | 26               | 72222      | 72260        | Pays de la Loire | Sarthe      |
| Origny-le-Roux                        | 249                      | 14,12      | 18               | 61319      | 61130        | Normandie        | Orne        |
| Panon                                 | 33                       | 2,37       | 14               | 72227      | 72600        | Pays de la Loire | Sarthe      |
| Peray                                 | 71                       | 2,45       | 29               | 72233      | 72260        | Pays de la Loire | Sarthe      |
| Pizieux                               | 74                       | 4,51       | 16               | 72238      | 72600        | Pays de la Loire | Sarthe      |
| René                                  | 390                      | 12,52      | 31               | 72251      | 72260        | Pays de la Loire | Sarthe      |
| Rouperroux-le-Coquet                  | 270                      | 12,07      | 22               | 72259      | 72110        | Pays de la Loire | Sarthe      |
| Saint-Aignan                          | 246                      | 15,13      | 16               | 72265      | 72110        | Pays de la Loire | Sarthe      |
| Saint-Calez-en-Saosnois               | 185                      | 7,19       | 26               | 72270      | 72600        | Pays de la Loire | Sarthe      |
| Saint-Cosme-en-Vairais                | 1.884                    | 32,63      | 58               | 72276      | 72110        | Pays de la Loire | Sarthe      |
| Saint-Georges-du-Rosay                | 450                      | 17,31      | 26               | 72281      | 72110        | Pays de la Loire | Sarthe      |
| Saint-Longis                          | 511                      | 11,22      | 46               | 72295      | 72600        | Pays de la Loire | Sarthe      |
| Saint-Pierre-des-Ormes                | 212                      | 10,12      | 21               | 72313      | 72600        | Pays de la Loire | Sarthe      |
| Saint-Rémy-des-Monts                  | 705                      | 10,12      | 70               | 72316      | 72600        | Pays de la Loire | Sarthe      |
| Saint-Rémy-du-Val                     | 498                      | 16,54      | 30               | 72317      | 72600        | Pays de la Loire | Sarthe      |
| Saint-Vincent-des-Prés                | 503                      | 10,51      | 48               | 72324      | 72600        | Pays de la Loire | Sarthe      |
| Saosnes                               | 218                      | 11,25      | 19               | 72326      | 72600        | Pays de la Loire | Sarthe      |
| Suré                                  | 278                      | 17,44      | 16               | 61476      | 61360        | Normandie        | Orne        |
| Terrehault                            | 143                      | 5,73       | 25               | 72352      | 72110        | Pays de la Loire | Sarthe      |
| Thoigné                               | 165                      | 7,31       | 23               | 72354      | 72260        | Pays de la Loire | Sarthe      |
| Vezot                                 | 77                       | 6,35       | 12               | 72372      | 72600        | Pays de la Loire | Sarthe      |
| Villaines-la-Carelle                  | 137                      | 14,70      | 9                | 72374      | 72600        | Pays de la Loire | Sarthe      |
| Communauté de communes Maine Saosnois | 27.476                   | 610,07     | 45               | –          | –            | –                | –           |